# Kubok Ukraïny 2019-2020
La Kubok Ukraïny 2019-2020 (in ucraino Кубок України?) è stata la 29ª edizione della Coppa d'Ucraina, iniziata il 20 agosto 2019 e terminata l'8 luglio 2020. Lo Šachtar era la squadra campione in carica. La Dinamo Kiev ha conquistato il dodicesimo trofeo della sua storia.

## Calendario
| Fase              | Turno            | Frazionale  | Sorteggio        | Data              |
| ----------------- | ---------------- | ----------- | ---------------- | ----------------- |
| Turni eliminatori | Primo turno      | 1⁄64 finale | 14 agosto 2019   | 20 agosto 2019    |
| Turni eliminatori | Secondo turno    | 1⁄32 finale | 21 agosto 2019   | 27 agosto 2019    |
| Turni eliminatori | Terzo turno      | 1⁄16 finale | 28 agosto 2019   | 25 settembre 2019 |
| Fase finale       | Ottavi di finale | 1⁄8 finale  | 3 ottobre 2019   | 30 ottobre 2019   |
| Fase finale       | Quarti di finale | 1⁄4 finale  | 18 dicembre 2019 | 11 marzo 2020     |
| Fase finale       | Semifinali       | 1⁄2 finale  | 13 marzo 2020    | 17 e 24 giugno    |
| Fase finale       | Finale           | Finale      | 8 luglio 2020    | 8 luglio 2020     |

## Squadre partecipanti
La competizione si svolge su sei turni ad eliminazione a gara secca. Sono 48 le squadre qualificate al torneo:
| Prem"jer-liha tutte le squadre dell'edizione 2019-2020 | Perša Liha tutte le squadre dell'edizione 2019-2020 | Druha Liha tutte le squadre dell'edizione 2019-2020, escluse le 4 squadre riserve | Coppa d'Ucraina Amatori i club finalisti dell'edizione 2018-2019. |
| - Desna Černihiv - Dnipro-1 - Dinamo Kiev - Karpaty - Kolos Kovalivka - L'viv - Mariupol' - Oleksandrija - Olimpik Donec'k - Šachtar (detentore) - Vorskla - Zorja | - Ahrobiznes Voločys'k - Avanhard Kramators'k - Balkany Zorja - Čerkaščyna - Čornomorec' - Hirnyk-Sport - Inhulec' - Kremin' Kremenčuk - Metalist 1925 - Metalurh Zaporižžja - Mykolaïv - Mynaj - Obolon'-Brovar - Prykarpattja - Ruch L'viv - Volyn' | - Al'jans Lypova Dolyna - Bukovyna Černivci - Čajka Petropav. Borščahiv. - Dinaz Vyšhorod - Enerhija Nova Kachovka - Hirnyk Kryvyj Rih - Kaluš - Krystal Cherson - Nikopol' - Nyva Ternopil' - Nyva Vinnycja - Podillja - Polіssja Žytomyr - Real Farma Odessa - Tavrija - Užhorod - Veres Rivne - VPK-Ahro | - Avanhard Bziv - Vovčans'k                                       |

## Turni eliminatori

### Primo turno
Il primo turno prevede la disputa di 10 gare riservate alle seguenti squadre:
- 18 società della Druha Liha
- 2 società del Campionato Amatori (Avanhard Bziv e Vovčans'k)

| Squadra 1              | Risultato       | Squadra 2                  |
| ---------------------- | --------------- | -------------------------- |
| 20 agosto 2019         |                 |                            |
| Tavrija                | 5 – 0           | Real Farma Odessa          |
| Hirnyk Kryvyj Rih      | 0 – 1           | Čajka Petropav. Borščahiv. |
| Kaluš                  | 1 – 0           | VPK-Ahro                   |
| Enerhija Nova Kachovka | 1 – 4           | Bukovyna Černivci          |
| Nyva Vinnycja          | 5 – 1           | Nikopol'                   |
| Podillja               | 1 – 0           | Polіssja Žytomyr           |
| Veres Rivne            | 2 – 1           | Nyva Ternopil'             |
| Krystal Cherson        | 1 – 1 (2-4 dtr) | Dinaz Vyšhorod             |
| Al'jans Lypova Dolyna  | 2 – 0           | Užhorod                    |
| Avanhard Bziv          | 0 – 2 (dts)     | Vovčans'k                  |

### Secondo turno
Il secondo turno prevede la disputa di 12 gare riservate alle seguenti squadre:
- 15 società della Perša Liha
- Vincenti del primo turno

L'Ahrobiznes Voločys'k riceve un bye a causa dell'estromissione dell'Arsenal Kiev.
| Squadra 1             | Risultato       | Squadra 2                  |
| --------------------- | --------------- | -------------------------- |
| 27 agosto 2019        |                 |                            |
| Tavrija               | 2 – 3           | Bukovyna Černivci          |
| Dinaz Vyšhorod        | 1 – 0           | Nyva Vinnycja              |
| Hirnyk-Sport          | 1 – 1 (6-5 dtr) | Metalurh Zaporižžja        |
| Mykolaïv              | 5 – 1           | Prykarpattja               |
| Podillja              | 1 – 1 (4-5 dtr) | Volyn'                     |
| Veres Rivne           | 1 – 2           | L'viv                      |
| Al'jans Lypova Dolyna | 4 – 1           | Čajka Petropav. Borščahiv. |
| Čerkaščyna            | 1 – 2           | Kremin' Kremenčuk          |
| Vovčans'k             | 0 – 1 (dts)     | Obolon'-Brovar             |
| Inhulec'              | 2 – 0           | Metalist 1925              |
| Kaluš                 | 1 – 2           | Mynaj                      |
| Avanhard Kramators'k  | 0 – 0 (3-4 dtr) | Balkany Zorja              |

### Terzo turno
Il terzo turno prevede la disputa di 10 gare riservate alle seguenti squadre:
- 6 società di Prem"jer-liha classificate tra il 7º e il 12º posto nella stagione corrente
- 1 società di Perša Liha (Čornomorec')
- Vincenti del secondo turno

| Squadra 1             | Risultato       | Squadra 2       |
| --------------------- | --------------- | --------------- |
| 25 settembre 2019     |                 |                 |
| Dinaz Vyšhorod        | 0 – 1 (dts)     | Oleksandrija    |
| Kremin' Kremenčuk     | 2 – 3           | Olimpik Donec'k |
| Mykolaïv              | 1 – 0           | Čornomorec'     |
| Bukovyna Černivci     | 0 – 2           | L'viv           |
| Ahrobiznes Voločys'k  | 1 – 3           | Dnipro-1        |
| Mynaj                 | 1 – 0           | Volyn'          |
| Inhulec'              | 0 – 0 (7-6 dtr) | Karpaty         |
| Al'jans Lypova Dolyna | 1 – 0           | Balkany Zorja   |
| Obolon'-Brovar        | 0 – 2 (dts)     | Hirnyk-Sport    |
| 2 ottobre 2019        |                 |                 |
| Ruch L'viv            | 0 – 1           | Mariupol'       |

## Fase finale

### Ottavi di finale
Gli ottavi di finale prevedono la disputa di 8 gare riservate alle seguenti squadre:
- 6 società di Prem"jer-liha classificate tra il 6º e il 1º posto nella stagione corrente
- Vincenti del terzo turno

| Squadra 1             | Risultato       | Squadra 2       |
| --------------------- | --------------- | --------------- |
| 30 ottobre 2019       |                 |                 |
| Mariupol'             | 1 – 0           | Olimpik Donec'k |
| Mynaj                 | 2 – 0           | L'viv           |
| Mykolaïv              | 2 – 4           | Desna Černihiv  |
| Inhulec'              | 2 – 1           | Dnipro-1        |
| Kolos Kovalivka       | 0 – 1           | Vorskla         |
| Al'jans Lypova Dolyna | 5 – 3           | Hirnyk-Sport    |
| Oleksandrija          | 1 – 1 (5-4 dtr) | Zorja           |
| Dinamo Kiev           | 2 – 1 (dts)     | Šachtar         |

### Quarti di finale
| Squadra 1             | Risultato       | Squadra 2    |
| --------------------- | --------------- | ------------ |
| 11 marzo 2020         |                 |              |
| Mynaj                 | 1 – 1 (6-5 dtr) | Inhulec'     |
| Al'jans Lypova Dolyna | 2 – 4           | Mariupol'    |
| Dinamo Kiev           | 1 – 0 (dts)     | Oleksandrija |
| 12 marzo 2020         |                 |              |
| Desna Černihiv        | 0 – 1           | Vorskla      |

### Semifinale
| Squadra 1      | Risultato       | Squadra 2   |
| -------------- | --------------- | ----------- |
| 17 giugno 2020 |                 |             |
| Mynaj          | 0 – 2           | Dinamo Kiev |
| 24 giugno 2020 |                 |             |
| Mariupol'      | 1 – 1 (2-3 dtr) | Vorskla     |

### Finale
La finale, inizialmente prevista per il 13 maggio allo Stadio municipale di Ternopil', avrebbe dovuto svolgersi all'Arena L'viv di Leopoli, ma a causa dell'aumento di contagi da COVID-19 registrato nella regione, si è giocata l'8 luglio sul campo neutro di Charkiv.
| Arbitro: | Monzul' (Charkiv) |

|                                                                                     |                      |                                                                      |
| Verbič 28’                                                                          | Marcatori            | 11’ Stepanjuk                                                        |
| Verbič Cyhankov Kędziora de Pena Andrijevs'kyj Sydorčuk Šaparenko Mykolenko Šabanov | Tiri di rigore 8 – 7 | Puclin Kane Luizão Opanasenko N'Diaye Česnakov Perduta Sapaj Bajenko |

## Statistiche
- Miglior attacco: Al'jans Lypova Dolyna (15)
- Partita con più reti: Al'jans Lypova Dolyna – Hirnyk-Sport 5-3 (8)
- Partita con maggiore scarto di reti: Tavrija - Real Farma Odessa 5-0 (5)